# Stanisław Sadkowski
Stanisław Sadkowski ps. Stefan Czarny (ur. 6 lutego 1925 w Warszawie, zm. 22 sierpnia 1944 tamże) – plutonowy podchorąży, dowódca drużyny w II plutonie (szturmowym) kompanii „Maciek” batalionu Zośka Armii Krajowej.
Syn Teofila Sadkowskiego i Zofii z Gołębiowskich. Był uczniem I Państwowego Gimnazjum i Liceum im. Stefana Batorego w Warszawie.
Uczestnik powstania warszawskiego, brał udział w akcji „Sonderwagen”.
Zginął 22 sierpnia 1944 w dziennym ataku ze Starówki na Dworzec Gdański. Odznaczony Krzyżem Walecznych.